# Vännerstasundet
Vännerstasundet är en sjö i Kramfors kommun i Ångermanland och ingår i Nätraån-Ångermanälvens kustområde. Sjön har en area på 0,0979 kvadratkilometer och ligger 2,7 meter över havet. Sjön avvattnas av vattendraget Sundströmmen.

## Delavrinningsområde
Vännerstasundet ingår i det delavrinningsområde (698253-162355) som SMHI kallar för Utloppet av Vännerstasundet. Medelhöjden är 46 meter över havet och ytan är 0,73 kvadratkilometer. Räknas de 11 avrinningsområdena uppströms in blir den ackumulerade arean 29,02 kvadratkilometer. Avrinningsområdets utflöde Sundströmmen mynnar i havet. Avrinningsområdet består mestadels av skog (41 procent), öppen mark (18 procent) och jordbruk (18 procent). Avrinningsområdet har 0,09 kvadratkilometer vattenytor vilket ger det en sjöprocent på 13 procent.